# Sainte Agathe (Guarino)
Pour les articles homonymes, voir Sainte Agathe.
Sainte Agathe est une peinture à l'huile sur toile datée vers 1637-1640, de Francesco Guarino, un peintre italien du début du baroque napolitain, appartenant à l'école napolitaine de peinture. Elle est conservée au musée de Capodimonte de Naples depuis 1957.

## Sujet
Agathe de Catane est une jeune femme née à Catane en Sicile au IIIe siècle qui, à la suite de sa conversion au christianisme, refuse de faire des sacrifices aux dieux païens. Elle est condamnée à une série de supplices, dont l'ablation de ses seins, un sujet apprécié par les artistes napolitains du XVIIe siècle.

## Histoire
Cette toile provient de l'appartement du prieur de la chartreuse Saint-Martin de Naples. 
Elle est datée entre 1637 et 1640, car stylistiquement proche d'œuvres de Guarino datant du milieu des années 1630. 

## Description
La figure silencieuse de la sainte au regard vide et remplis de larmes se détache sur un fond sombre. Une partie de son visage livide est dans l'ombre. Elle tamponne de sa main droite sa poitrine avec un tissu blanc imbibé de sang, indiquant que le martyre a eu lieu.

## Analyse
Cette version du martyre de sainte Agathe frappe par l'intensité d'un mode de représentation qui met à distance le contenu sacré.
Elle présente un raffinement formel dans le style de Massimo Stanzione et est influencée dans sa conception par les œuvres peintes par Simon Vouet durant son séjour à Rome, notamment par sa façon de couper les figures à mi-corps et d'utiliser habilement la lumière et la couleur.

## Exposition
La version napolitaine est exposée dans le cadre de l'exposition Naples à Paris. Le Louvre invite le musée de Capodimonte dans la Grande Galerie du musée du Louvre du 7 juin 2023 au 8 janvier 2024.